# Vino Bosne in Hercegovine
Vino Bosne in Hercegovine je vino, ki je proizvedeno v balkanski državi Bosni in Hercegovini.
Vinogradi Bosne in Hercegovine se nahajajo v južnih regijah države, proizvodnja pa je osredotočena na območje južno od Mostarja okoli Čitluka, Međugorja, Ljubuške in Čapljine. Bosanska vina so narejena iz širokih sort grozdja, vključno z blatino, žilavko in vrancem.
Samostan Tvrdoš v bližini mesta Trebinje je znan po svoji pridelavi vina in velikih vinskih kleteh, od katerih je ena iz 15. stoletja, in je priljubljena turistična atrakcija.